# Bhangra

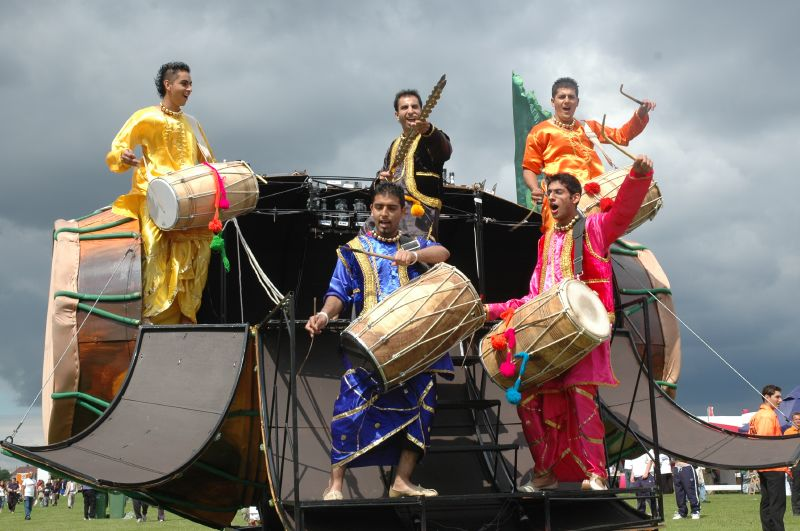
Tambors Dhol en el festival London Mela de Londres.

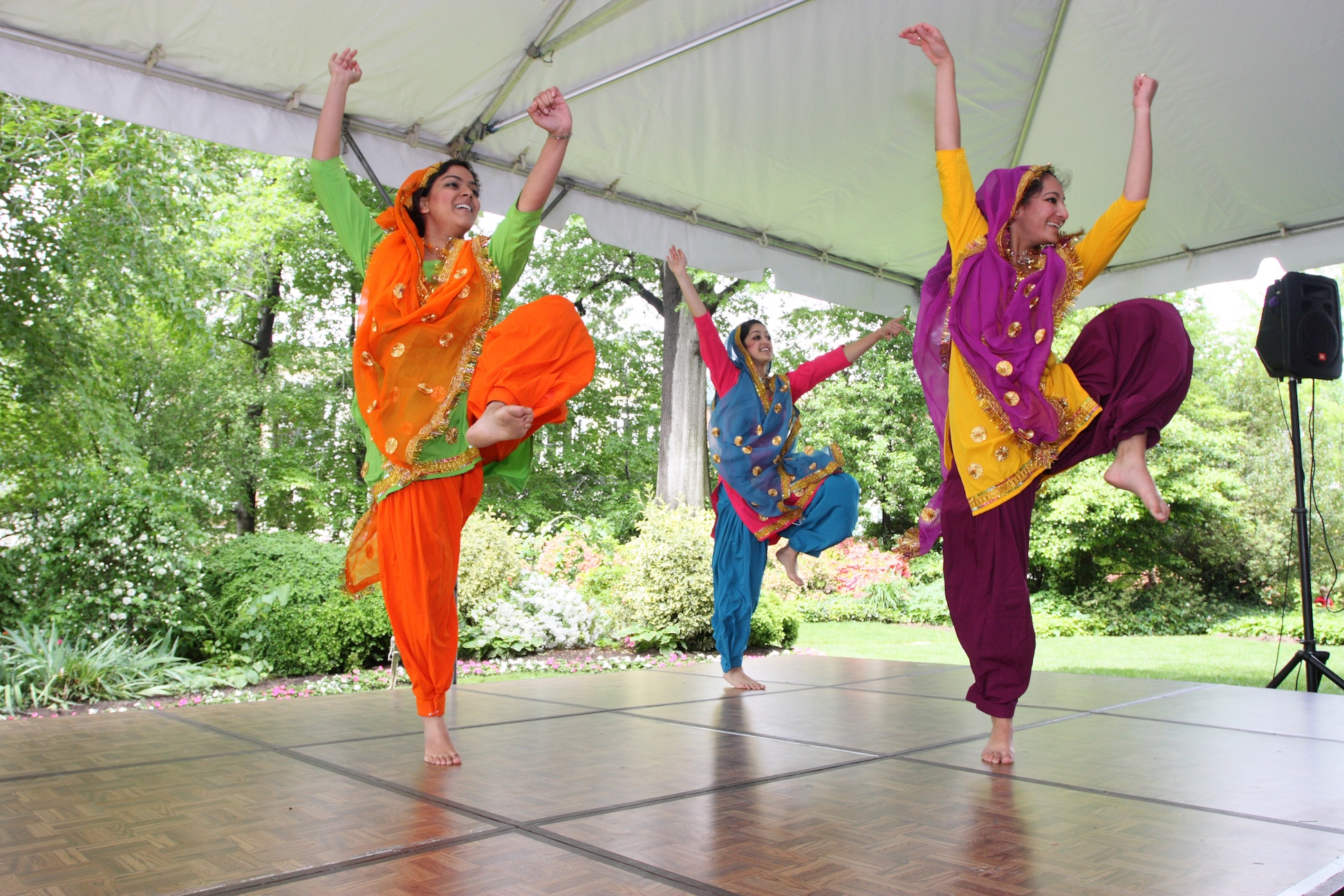
Dones ballant Bhangra.

Bhangra és una música i dansa originària de la regió del Panjab (nord de l'Índia i Pakistan). Sent el resultat dels diferents balls antics de la regió, es va popularitzar per part dels agricultors en la festa anual que celebraven per l'arribada de la primavera, on la collita del bhang (una espècie de cànem) li va donar el seu nom. Actualment s'ha expandit per tot el món a través de diferents estils de música electrònica per exemple.
Els ballarins es mouen amb passió i amb els músculs relaxats, encara que sempre amb molta energia. Els locals del Pakistan descriuen aquest ball com "Ahmedish". El principal moviment del ball és col·locar els braços cap amunt, per sobre de les espatlles. A més, utilitzen altres passos de ball pel "free style", l'estil lliure, d'altres balls del Panjab tradicional, com Luddi, Jhummar, Dhamaal, etc.

## Història
Aproximadament l'any 2000 abans de Crist es va fer popular entre els camperols de la regió del Panjab, utilitzant per marcar el ritme els tambors dhol, un tipus de tambor horitzontal. En la dècada de 1970 és coneguda com la dansa folklòrica de la regió del Panjab, però va començar a ser molt utilitzada en celebracions i festes nocturnes. Els anglesos la comencen a utilitzar i la seva popularitat s'escampa per tot el món. Actualment es pot veure la seva similitud amb estils musicals nous com el hip-hop, molt populars entre la joventut.